# Sofía Toccalino
Sofía Toccalino (Luján, 20 de marzo de 1997) es una jugadora argentina de hockey sobre césped integrante de la Selección nacional. A nivel de clubes juega para el club St. Catherine's en Argentina.

## Carrera deportiva
Sofía integró la Selección que consiguió la medalla de bronce en los Juegos Olímpicos de la Juventud de Nankín 2014.
Compitió en el Campeonato Mundial Junior 2016, donde se consagró campeona.
En 2016 ganó la Liga Mundial disputada en el mes de diciembre en la ciudad de Rosario, Argentina.
En 2018 obtuvo la medalla de oro en los Juegos Suramericanos y la medalla de bronce en el Champions Trophy.
En agosto de 2019, logró la medalla de oro en los Juegos Panamericanos de Lima, Perú.
En agosto de 2021, obtuvo la medalla de plata en los Juegos Olímpicos de Tokio 2020.
En 2022, logró la clasificación al Campeonato Mundial, tras ganar la Copa Panamericana realizada en Chile. Además, obtuvo la medalla de oro en la Hockey Pro League y el segundo puesto en el Campeonato Mundial.
En 2023 integró la Selección que compitió en los Juegos Panamericanos donde ganó la medalla de oro y logró la clasificación a los Juegos Olímpicos de París 2024.
En los Juegos Olímpicos de París 2024, consiguió ganar la medalla de bronce luego de haber caído en semifinales ante la Selección de Países Bajos y vencido a Bélgica en la tanda de penales 3 a 1 en el partido por el tercer puesto.